# Metodologia arqueológica
A metodologia arqueológica é o conjunto de técnicas empregadas para a prospecção, escavação e análise arqueológica. Em arqueologia a metodologia empregada é particularmente importante, uma vez que a escavação é um método invasivo, que pressupõe a destruição do sítio arqueológico.
As pesquisas em arqueologia incluem diversas etapas entre os quais são:
- Identificação do sítio arqueológico
  - Levantamento de informações orais com moradores da região que será foco de pesquisa sendo que estes têm experiência direta com os materiais que occorrem na área.
  - Identificação de testemunhos literários ou epigráficos a ele conexos
  - Fotografia aérea do terreno para evidênciar construções e/ou diferenças na vegetação
    - vertical, a partir de 3.000 metros de altitude
    - inclinada, a 500 metros, permitindo identificar contornos de 6 a 7 metros abaixo do solo, para datações de até cerca de 2.000 anos AP

  - Sondagens, através da abertura de trincheiras  de 1 a 2 metros de profundidade, cruzando-se numa malha ou retícula. Em conjunto com a fotografia aérea, a experiência demonstra que, de ordinário, este é o método de pesquisa mais adequado.
  - Localização de depositos através de técnicas de geofísica entre o qual tem a medição da resistividade dos solos em termos de eletrocondutividade.
  - Trabalhos de campo / escavações
    - Organização do grupo de pesquisas
    - Instalação do acampamento logístico
    - Serviços de balizamento e demarcação, obedecendo as coordenadas norte/sul e a subdivisão em setores de 1 x 1 metro, codificados alfanumericamente. Para cada setor trabalharão duas pessoas, aprofundando-o de 10 em 10 centímetros, acompanhados por um operário encarregado da remoção do entulho.
    - Instrumental utilizado nos trabalhos de escavação: bússola, trena, balizas, estacas, cordéis, níveis, fios de prumo, quadrantes, quadro negro ou lousa, setas, etc.
    - Estratigrafia
      - Natural - aquela deixada pelo objeto arqueológico
      - Artificial - aquela estabelecida pelo arqueólogo para fins de trabalho (usualmente de 10 em 10 centímetros).
      - Nível estratigráfico - o total da profundidade (em metros).
      - Camada estratigráfica - corte longitudinal do sítio arqueológico.
- Limpeza mecânica - atua sobre o objeto com a força da mão humana, dirigindo um instrumento (mecânico ou elétrico).
  - Instrumental utilizado para limpeza mecânica: bisturis (lâminas clássica, em gancho, em cunha, em sabre), sondas (em gancho, retas, etc.), agulhas, pinças, espátulas, pinceis, escovas, alicates de pequenas dimensões, tornos, etc.
  - Instrumental utilizado para limpeza eletromecânica: VibroTool (possui pequena agulha vibratória com comandos de regulagem de intensidade de vibração; acompanha um jogo de pequenas pontas adaptáveis (bisturis, serrilhas, etc.); jato abrasivo (compressor de ar, gabinete de trabalho, ferramentas de comando e coletor de pó).

Na fase de organização da expedição, todo um aparato deve integrá-la em termos de logística, além do equipamento e do pessoal científico, deve ser previsto o pessoal de apoio, como cozinheiros, motoristas, assessores, equipamento fotográfico, etc.
Após o acampamento estabelecido, na etapa de prospecção, a área deve ser delimitada, dividida, e implantados os registros a serem seguidos durante as escavações.
As escavações começam com picaretas, enxadas, serras, brocas elétricas, material recolhido, selecionado e especialistas. As escavações seguem as camadas que se presume  ser a divisão das civilizações que ali viveram.
- Tratamento cuidadoso dos artefatos:  Todo material recolhido na escavação deve ser protocolado, examinado por todos os métodos  conhecidos e inclusive o restante do material  não aproveitável, deve tapar o local da escavação, com confirmação de fotografia.

- Trabalho em laboratório:Todo artefato que merece ser analisado com maior cuidado é enviado ao laboratório e todos os técnicos como: historiadores, biólogos, antropólogos  além do químico é claro, são convocados a trabalhar em cima da análise.

Após a pesquisa é emitido um relatório minucioso, com fotografias e diagramações, cuja finalidade é a composição de livros e artigos na área cientifica